# Mike Pandolfo
Michael J. „Mike“ Pandolfo (* 15. September 1979 in Winchester, Massachusetts) ist ein ehemaliger US-amerikanischer Eishockeyspieler italienischer Abstammung, der im Verlauf seiner aktiven Karriere zwischen 1998 und 2008 unter anderem 297 Spiele in der American Hockey League (AHL) auf der Position des linken Flügelstürmers bestritten hat. Darüber hinaus absolvierte Pandolfo drei Partien für die Columbus Blue Jackets in der National Hockey League (NHL) und war ebenso für den EHC München in der 2. Eishockey-Bundesliga aktiv. Sein älterer Bruder Jay Pandolfo war ebenfalls professioneller Eishockeyspieler.

## Karriere
Pandolfo besuchte bis zum Sommer 1998 die Saint Sebastian’s School und begann nach seinem High-School-Abschluss ein Studium an der Boston University. Bereits zuvor war der Stürmer im NHL Entry Draft 1998 in der dritten Runde an 77. Stelle von den Buffalo Sabres aus der National Hockey League (NHL) ausgewählt. An der Boston University spielte er parallel zu seiner akademischen Ausbildung vier Jahre lang für die Eishockeymannschaft in der Hockey East, einer Division im Spielbetrieb der National Collegiate Athletic Association (NCAA). Am Ende seines vierten und letzten Jahres wurde Pandolfo zum besten Defensivstürmer der Hockey East ernannt, nachdem er in 38 Saisoneinsätzen insgesamt 40 Scorerpunkte gesammelt hatte.
Nach dem Abschluss des Studiums wurde der US-Amerikaner vor der Saison 2002/03 von den Columbus Blue Jackets unter Vertrag genommen. Die Blue Jackets hatten Pandolfos Transferrechte im Juni 2002 im Rahmen des NHL Entry Draft 2002 erhalten, nachdem Columbus und Buffalo ihre Erstrunden-Wahlrechte in diesem Draft miteinander getauscht hatten. In seinen ersten drei Profijahren kam der Flügelangreifer – mit der Ausnahme von drei NHL-Spielen für die Blue Jackets in der Spielzeit 2003/04 – bei Columbus’ Farmteam, den Syracuse Crunch, in der American Hockey League (AHL) zu Einsätzen. Anschließend wurde sein Vertrag in der Organisation nicht verlängert. Da er im Sommer 2005 weder in der NHL noch in der AHL einen neuen Arbeitgeber fand, schloss sich Pandolfo im Herbst 2005 den Reading Royals aus der ECHL, für die er in der ersten Saisonhälfte 23 Partien absolvierte, ehe er im EHC München aus der 2. Eishockey-Bundesliga einen neuen Klub für den Rest der Spielzeit fand. In der Abstiegsrunde sicherte er mit dem Vorjahresaufsteiger den Klassenerhalt. Zudem nahm er am ESBG-Allstar-Game teil.
Zur Saison 2006/07 kehrte der Offensivspieler nach Nordamerika zurück, wo er in den folgenden beiden Jahren für die Lowell Devils in der AHL und zeitweise deren ECHL-Kooperationspartner Trenton Titans auflief. In der ECHL erzielte Pandolfo im Verlauf der Spielzeit 2006/07 insgesamt 67 Scorerpunkte in 48 Spielen, was ihm die Berufung ins ECHL Second All-Star Team einbrachte. Nach der Saison 2007/08, die er komplett bei den Devils in der AHL verbracht hatte, beendete der 28-Jährige seine aktive Karriere vorzeitig.

### International
Für sein Heimatland nahm Pandolfo mit der U20-Nationalmannschaft der Vereinigten Staaten an der U20-Junioren-Weltmeisterschaft 1999 im benachbarten Kanada teil. Im Verlauf des Turniers, das für die US-Amerikaner auf einem enttäuschenden achten Rang endete, absolvierte der Stürmer sechs Partien. Dabei bereitete er ein Tor vor.

## Erfolge und Auszeichnungen
- 2002 Hockey East Best Defensive Forward
- 2006 Teilnahme am ESBG-Allstar-Game
- 2007 ECHL Second All-Star Team

## Karrierestatistik

### International
Vertrat die USA bei:
- U20-Junioren-Weltmeisterschaft 1999

(Legende zur Spielerstatistik: Sp oder GP = absolvierte Spiele; T oder G = erzielte Tore; V oder A = erzielte Assists; Pkt oder Pts = erzielte Scorerpunkte; SM oder PIM = erhaltene Strafminuten; +/− = Plus/Minus-Bilanz; PP = erzielte Überzahltore; SH = erzielte Unterzahltore; GW = erzielte Siegtore; 1 Play-downs/Relegation; Kursiv: Statistik nicht vollständig)